# Чубатый коршун
Чубатый коршун (лат. Lophoictinia isura) — вид хищных птиц из семейства ястребиных, единственный в одноимённом роде (Lophoictinia). Распространён в Австралии.

## Описание
Хищная птица средних размеров. Длина тела взрослой особи составляет 50—56 см (хвост примерно половину длины тела). Размах крыльев 130—145 см. Вес самцов 501 г, самок — 650 г.

## Поведение
Питаются птицами, яйцами, мелкими млекопитающими, рептилиями, моллюсками, насекомыми. Среди птиц, на которых охотится этот коршун — хохлатый бронзовокрылый голубь, желтокрылая медовка, золотобрюхая зарянковая мухоловка, ожерелковый свистун и молодые Eudynamis orientalis.
Угрозами для вида считаются расчистка земель, нелегальный сбор яиц и охота.